# Pinewood Studios
Pinewood Studios — це британська кіностудія та телебачення, розташована в Івер-Хіті на околиці Слоу (велике місто, що межує з Лондоном ); це 2 милі  від Uxbridge, і приблизно в 17 миль на захід від центрального Лондона.  
Студія протягом багатьох років була основою для багатьох постановок - від масштабних фільмів до телевізійних програм, рекламних роликів та поп-промо. Він добре відомий як будинок Джеймса Бонда та Carry On фільмових франшиз. 

## Історія
Studio Pinewood Studios була побудована в маєтку Хізерден Холл, великому вікторіанському заміському будинку. Його придбав канадський фінансист і депутат від Брентфорда та підполковника Чисвік. Воно використовувалося як стримане місце зустрічей високопосадовців та дипломатів; там було підписано угоду про створення англо-ірландського договору . 
У 1934 році будівельний магнат Чарльз Бут (1874–1945) купив землю і перетворив її на дачний клуб. Бальну залу перетворили на ресторан, і багато спалень стали мебльованими люксами. 

### 1930-ті роки
У 1935 році методист- мільйонер та борошняний магнат Дж. Артур Ранг (1888–1972) створив партнерство з Бутом і разом перетворив маєток у кіностудію. Дизайн студійного комплексу на основі завантаження за останніми ідеями, які використовуються в кіностудіях Голлівуду, Каліфорнія. Boot назвав нову студію Pinewood через те, що "кількість дерев, які ростуть там, і тому, що, здавалося б, підказує щось із американського кіноцентру в другому складі". У грудні того ж року розпочалося будівництво, і новий етап завершувався кожні три тижні. Студії закінчили через дев'ять місяців, коштував 1 фунт   мільйон (приблизно 37 фунтів стерлінгів)   млн. за цінами 2012 року). Спочатку було завершено п'ять етапів, і резервація для закритого резервуару з водою, здатного вмістити 65 000 галонів, досі використовується. У наступні роки він також взявся за подальшу роботу як у кіностудіях Pinewood, так і в кіностудіях Денхема, обидві до того часу стали частиною їх новоствореної рангової організації . 
30 вересня 1936 року студійний комплекс був офіційно відкритий  доктором Леслі Бургіним, парламентським секретарем Ради торгівлі. Першим кінорежисером, який користувався спорудами, став Герберт Вілкокс, завершивши лондонську "Мелодію" (1937 р.) За участю Анни Нігл, частини якої вже були зняті в британських і імперських студіях Dominions в Елстрі до того, як пожежа зупинила виробництво. Першим фільмом, який повністю був знятий у «Пайнвуд», був « Розмова про диявола» (1936), режисером Керол Рід . 
Після цього прийшов плідний період історії Пайнвуд  та британської кінофільму, і Пайнвуд слідкував за студіями, що приймали "систему одиниць", американську промислову практику. Це дало змогу знімати кілька знімків одночасно, і в кінцевому підсумку Пайнвуд досяг найвищої продуктивності будь-якої студії у світі. 

### 1940-х
Під час Другої світової війни в ньому було реквізовано Пайнвудовий, а згодом тут було засновано підрозділ коронних фільмів, армійський фільм-фотографічний підрозділ № 5, королівський виробничий підрозділ королівських ВПС та польський фільмовий підрозділ ВПС. Королівський фільм підрозділу завершив багато класичних документальних фільмів воєнного часу, серед яких Роя Бултінг " Перемога в пустелі", " Пожежі Хамфрі Дженнінгса ", в цьому періоді були зняті прибережні команди та західні підходи Пата Джексона (весь 1943 рік). Окрім збройних сил, що використовують Pinewood, The Royal Mint та Lloyd's of London були встановлені на здорових сценах і відкриті для бізнесу на час. 
Компанія молоді, акторська школа «Ранкова організація» (її часто називають «школа чарівності»), яка розпочала кілька кар’єр у фільмі, була заснована в 1945 році. Наступного року Пайнвудові дерева відкрили для ведення (невоєнного) бізнесу. 
Два орієнтири британського фільму, створеного в Pinewood, були випущені протягом двох місяців один від одного: Олівер Твіст, режисер Девід Лін, та Пауелл та Прессбургер ' Red The Shoes (обидва 1948). Через дефіцит коштів, спричинений фінансовими витратами минулого року, у Ранку не вистачало грошей, щоб виставити на ринок «Червоне взуття» спочатку в США, але він став найбільшим заробітком до цього моменту, набравши понад 1 фунт.   мільйон (еквівалент 26 фунтів стерлінгів   млн. у 2012 році). 
У 1948 році Джон Девіс був призначений керуючим директором.  До наступного року Ранк здійснив овердрафт у розмірі 16 фунтів стерлінгів   мільйон  (еквівалент 364,5 мільйона фунтів стерлінгів у 2012 році) та оголосив про збиток у розмірі 3,5 мільйонів фунтів стерлінгів  головним чином за рахунок великих бюджетних збитків. Однією з найбільших з них були " Цезар" і "Клеопатра" (1946 р.), Який спочатку був сплачений в розмірі 250 000 фунтів стерлінгів, але в кінцевому рахунку коштував 1 278 000 фунтів стерлінгів (еквівалент 33 фунтів стерлінгів)   млн. у 2012 р.). 

### 1950-ті роки
Серіал «Лікар» продюсерки Бетті Е. Бокс та режисера Ральфа Томаса розпочався з «Лікар у домі» (1954), найуспішнішого фільму на прокаті цього року у Великій Британії. Усі фільми «Лікар», що тривали до 1970 року, були зняті в «Пайнвудовому дереві». Франшиза Carry On розпочалася в 1958 році, випущена від імені Ранка Пітером Роджерсом (який був одруженим з Бокс) та режисером Джеральдом Томасом (братом Ральфа). Комедії «Норманська мудрість», останній був випущений у 1966 році, також були зняті на об'єкті. 

### 1960-ті роки
Шестидесяті роки були життєздатними для Пайнвудового дерева, який вже не був виключно залежним від рангової організації для заповнення своїх етапів, тепер "Орендодавці" (продюсери, які наймають звукові сцени для угоди про фільм за фільмом) використовували половину етапів як Пайнвудовий перетворили на споруду з чотирма стінами .  Франшиза Джеймса Бонда розпочалася в Пайнвуді з режисера «Теренс Янг» доктора Ні (1962) і з того часу продовжує базуватися в студіях. 
Дж. Артур Ранг (тепер Лорд Ранг ) звільнився з посади голови в 1962 році, а на зміну йому прийшов Джон Девіс, який почав перенести Організацію рангів від масового кіновиробництва та до більш прибуткового і менш ризикованого бізнесу, такого як бінго та свята. 

### 1970-ті
1970-ті роки були непевним періодом для Pinewood та кіноіндустрії взагалі, студії використовувались більше для телевізійних програм, включаючи НЛО ITC Entertainment 's (1970), The Persuaders! (1971), у головних ролях Тоні Кертіс та Роджер Мур, а Космос: 1999 (1975–1977) та Супермен 

### 1980-ті
Чотири фільми про Джеймса Бонда, лише для твоїх очей ; Восьминоги ; "Погляд на вбивство та живі денні світила" серед декількох інших дуже великих постановок, таких як Чужі та Тім Бертон " Бетмен", всі вироблялися на Pinewood. 

### 1990-ті
Здебільшого через несприятливі податкові закони Великої Британії щодо вкладення інвестицій у кіноіндустрію Великої Британії, 1990-ті роки були нестабільними і були свідками загального низького рівня британської кінопродукції в цілому, але багато масштабних постановок, таких як Alien 3, Тім Бертон Повернення Бетмена та три інші фільми про Бонд (GoldenEye, Завтра ніколи не вмирає і світу не вистачає) продовжували працювати Pinewood. Постановка дебютного музичного кліпу першого синглу ірландського поп-вокального гурту Westlife Swear It Again від 1999 року відбулася на студіях. 
Група "Ранк" володіла студією до 2001 року, коли вони продавали Пайнвуд групі, яку очолювали Майкл Грейд та Іван Данлі. Придбання Shepperton Studios у консорціуму, очолюваного Рідлі та Тоні Скоттом, породило групу Pinewood Studios як із Великою Британією, так і з міжнародними інтересами, включаючи Shepperton Studios, Teddington Studios, Pinewood Toronto Studios, Pinewood Indomina Studios, Pinewood Studio Berlin та Pinewood Iskandar Malaysia Studios, що поєднує три студії, а також нові та сучасні сучасні споруди, що будуються. 

### 2000-ті
У 2009 році Пайнвуд та Шеппертон отримали премію BAFTA за видатний внесок Британії у кіно. 

### 2010-і
У 2011 році група Pinewood Studios була піддана ворожим заходам. Компанія The Peel Group, що базується в Манчестері, придбала частку 73%, але Уоррен Джеймс Ювелірс утримав 27% акцій, що запобігло повне поглинання. Станом на 2012 рік, керівництво Pinewood чекає, чи скасує Управління фінансових послуг скасування лістингу на фондовому ринку, визнаючи той факт, що майже всі акції утримуються двома групами. 
Студії Walt Disney анонсували 10-річну оренду більшості студій Pinewood у вересні 2019 року, щоб розпочати в 2020 році. 

## Сцени, студії та локації

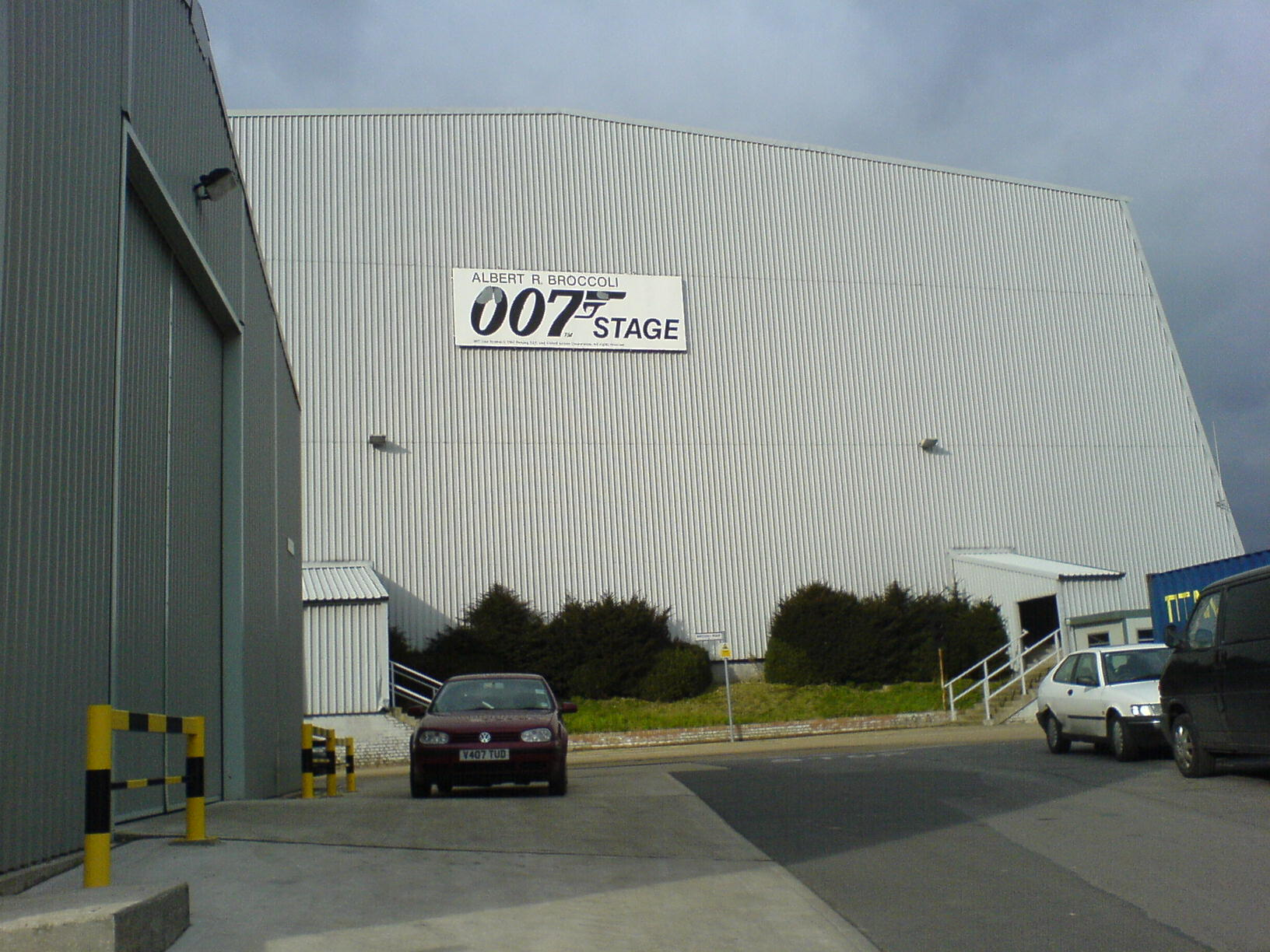
Етап 007 в студії Pinewood в березні 2006 року, до липневої пожежі та відбудови

Сцена 007 була спочатку побудована для фільму про Бонд «Шпигун, котрий мене любив» (1977), і показала величезний резервуар для води, один з найбільших у Європі.  Сцена була знищена вогнем у 1984 році; він був відновлений через чотири місяці і перейменований на етап 007 Альберта Р. Брокколі для зйомок, щоб розпочати фільм «Погляд на вбивство» .  Ще одна пожежа 30 липня 2006 року серйозно пошкодила сцену, внаслідок чого дах частково обвалився.   Будівництво нового етапу розпочалося 18 вересня і було завершено за півроку.  З тих пір на сцені розміщуються великі постановки, серед яких " Принц Персії": Піски часу (2010), " Квант розради" (2008) та все рибальське село від " Мамма Міа"! (2008) побудований на сцені. 
А також 007 Stage, яка є найбільшою сценою в будь-якій із студій групи Pinewood Studios Group на 5 500 м2 (59 202 фут2)        , у студії є п’ятнадцять інших етапів, починаючи від всього 160 м2 (1 722 фут2)        , щоб обслуговувати постановки всіх розмірів. Одна з цих студій, T Stage, - це спеціалізована сцена для телевізійної та кінопродукції, а друга студія за розмірами студій - 2 800 м2 (30 139 фут2)         . 
Студії Pinewood віддали належне тілу роботи Річарда Аттенборо, назвавши після нього цілеспрямовану кіно- і телевізійну сцену. Етап Річарда Аттенборо має площу 2 800 м2 (30 139 фут2)         . В його відсутність через хворобу лорд Путтнам та голова Пайнвудового дерева лорд Граде офіційно відкрили сцену 23 квітня 2012 року.  Навпроти нього - постпродукційний блок, названий на честь Стенлі Кубрика . 
Також у студії є дві спеціалізовані телевізійні студії під назвою TV One та TV Two, укомплектовані цілісними галереями, підлогами телестудії, сітками телевізійного освітлення та об'єктами SD або HD. Обидві студії стоять трохи менше 835 м2 (8 988 фут2)         . 
Як було сказано раніше, Пайнвуда розташована на старому маєтку Хізерден Холл, який стоїть і сьогодні. Особняк, його сади та інші частини студій протягом багатьох років використовувались у різних постановках. Peeping Tom (1960) показує людей, що проїжджають через головні ворота і має різні кадри в студіях (показують речі за камерою), офісах та коридорах. Повернення до краю світу (1978) включає кадри режисера Майкла Пауелла, що в'їжджає в студію. Знакові головні ворота (тепер вже не використовуються через будівництво цільового входу в безпеку 500 м (1 600 фут)     далі по дорозі) також є в " Моєму тижні з Мерилін" (2011), коли Едді Редмейн вітає Джуді Денч . Цей фільм також містить багато знімків коридорів для вбиральні в головному макіяжному блоці. Хезерден Холл (перетворена на виробничі офіси) знялася в декількох фільмах: вона була зроблена, щоб виглядати пошкодженою вогнем і занедбаною для дитячого фільму «Дивовижний містер Блунден» (1972), а також з'явилася як індійська резиденція губернатора сера Сідні Руфф-Діамант у Продовжуйте здійснювати «Хібер» (1969). 
У студіях є десятки кулеметів, де були побудовані величезні набори - від замків до цілих сіл, включаючи набір вулиць Бейкер, побудований для «Приватного життя Шерлока Холмса» Біллі Уайлдера та Голдріка Холлоу з фільму про Гаррі Поттера . 

### Бурхемські буки та Чорний парк
Близькість стародавнього лісового Бурхемського Бука та Чорного парку до Пайнвудового дерева (а також студій Шеппертона та Брей ) та видатна природна краса лісу зробили Бернхем Букз бажаним місцем зйомок для постановок, що знімалися в Пайнвуд. Бернхем Буки використовували для великої кількості фільмів, серед яких Робін Гуд, Принц злодіїв, Перший лицар, Голдфінгер, Принцеса наречена та Гаррі Поттер та орден Фенікса, Фаренгейт 451 у Чорному парку. Багато інших фільмів і телевізійних постановок скористалися послугами, пропонованими в Буках. ( Більш детальний список див .  ) 

### Студії Пайнвуд в Атланті
У квітні 2013 року студії оголосили, що його перший виробничий фільм у США буде розташований на південь від Атланти в комплексі, що складається з 280 га (690 акрів)   у графстві Файет, штат Джорджія . 
Pinewood Atlanta - це спільне підприємство Pinewood і River's Rock LLC, незалежно кероване довірою родини Каті, засновників мережі фаст-фудів Chick-fil-A .  Першим постановкою, що знявся на студії, став фільм « Людина- студія Marvel » у 2014 році. 
У серпні 2019 року Pinewood продали свої акції в місці розташування Атланти. 

### Малайзійські студії Пайнвуд
Pinewood Iskandar Malaysia Studios - це студійний комплекс, розташований за адресою 20 га (49 акрів)   в Нусаджаї, Джохор, керує The Pinewood Studios Group. Він націлений на Азіатсько-Тихоокеанський регіон. Pinewood Shepperton plc уклала стратегічну угоду з Хазаною Насіонал Берхад, керівництвом інвестиційного холдингу уряду Малайзії у зв'язку з розробкою нової кіностудії та телевізійної студії в Іскандарській Малайзії . Великі інвестиції вливаються в регіон, забезпечуючи необхідні кошти на інфраструктурні проєкти та розвиток великого бізнесу. Будівництво розпочалося наприкінці 2010 року, а завершення очікувалося до кінця 2012 року. Сучасні споруди, що будуються у складі студійного комплексу, налічують 9 300 м2 (100 000 фут2)         кінострічок, починаючи від 1 400 м2 (15 000 фут2)         до 2 800 м2 (30 000 фут2)         . Перші два на 1 400 м2 (15 000 фут2)         а інші два на 1 900 м2 (20 000 фут2)         . Найбільша сцена в 2 800 м2 (30 000 фут2)         матиме резервуар для води для виробництв, які потребують роботи на воді або під нею. [1] Є 2 телестудії, кожна на 1 100 м2 (12 000 фут2)         . 
У липні 2019 року Малайзійські студії Pinewood Iskandar мали бути ребрендовані на студії Iskandar Malaysia Studios, і приналежність до Pinewood Shepperton plc закінчилася. 

### Зйомки води
Пайнвуда має широкі об'єкти для зйомки води, включаючи підводний етап, та зовнішній резервуар із зеленим екраном розміром 73 м (240 фут)     х 18 м (59 фут)     . 

## Проєкт Пайнвуд
У листопаді 2007 року Pinewood оголосила план розширення 200 млн фунтів, відомий як Project Pinewood.  Якби побудована, забудова побачила б репліки вуличних пейзажів та зон, що повторюють місця з Великої Британії, Європи та США. Планові зони включають кампус коледжів, Амстердам, сучасне європейське житло, Венецію, озеро Комо, Париж, Амфітеатр, Прагу, американське житло на західнобережній частині, складські приміщення та набори Нью-Йорка, Чикаго, Відень, замок, канал Великої Британії, Чайнатаун та побудований лондонський вуличний ринок.  Крім того, він також буде використовуватися як житлове житло, і пропонується творча спільнота, яка, як очікується, буде в районі 2000 та 2250 рр., Інтегрується в кінотеатри. Створення робочих місць також є ключовою частиною плану, сприяючи економіці як регіону, так і нації в цілому.  
Після консультацій з місцевою громадою плани змінилися, щоб відобразити думки та пропозиції громади. Однак заявку на планування все ж відхилила районна рада Саута Бакса в жовтні 2009 року після тривалої кампанії опозиції місцевих жителів, які створили групу "Зупини проєкт Пайнвуд". 
Пайнвуд оскаржила рішення, 5 квітня 2011 року  розпочався громадський розслідування  а 20 січня 2012 року було оголошено, що апеляцію було відхилено.  15 травня 2013 року місцеві ради в Південному Бакінгемширі відхилили попередньо розроблену версію планів розширення. Виконавчий директор студій Іван Данліаві заявив, що розраховує оскаржити останнє рішення перед Державним секретарем Еріком Піклз, який відхилив попередню заяву роком раніше.  19 червня 2014 року повідомлялося, що Pinewood Studios отримали схвалення продовжувати багатомільйонні плани розширення, які вважатимуть її суперницею голлівудських кінострічок. 

## Enter the Pitch
Pinewood Studios є одним із спонсорів конкурсу короткометражних фільмів Enter the Pitch, також відомого як The Pitch, який стартував у 2009 році. The Pitch - це онлайн-конкурс пітчингів на короткий фільм, який пропонує кінорежисерам подати проєкт, який надихає будь-яку історію, персонажа чи тему в Біблії.  Десятка фіналістів потрапляють у студії Pinewood Studios, де вони виставляють свій фільм на колегію суддів, які є професіоналами галузі. Людина, яка надає виграшний крок, виграє учень з професіоналами галузі та буде проаналізована, як перетворити їх крок на короткий фільм. 
Минулі переможці - Derelict (2009), Rahab (2010),  The Black Scholes Conspiracy (2011),  The Light (2012), Pulsar (2013),  and Only Child (2014). 

## Історія виробництва
З самого початку студії Pinewood — це місце для багатьох відомих фільмів. Багаторічні фільми про Джеймса Бонда та британських фільмів Carry On роблять Pinewood своїм домом. 

## Також
- 007 Етап
- Список постановок Pinewood Studios
- Група Pinewood Studios
- Шеппертон-студії
- Підводний етап

## Подальше читання
- Perry, George (1976). Movies from the Mansion: A History of Pinewood Studios. London: Elm Tree Books. ISBN 0-241-10799-7.
- Owen, Gareth (2006). The Pinewood Story. Richmond: Reynolds & Hearn. ISBN 978-1-905287-27-7.
- Bright, Morris (2007). Pinewood Studios: 70 Years of Fabulous Filmmaking. London: Carroll & Brown. ISBN 978-1-904760-63-4.